# Liste der Mitglieder des Coburger Landtags (7. Wahlperiode)
Diese Liste nennt die Mitglieder des Coburger Landtags in seiner 7. Wahlperiode (1850–1852).
Im Januar 1850 wurde der Landtag gewählt. Er trat am 2. März 1850 erstmals zusammen und löste sich am 17. Juni 1852 auf. Zuvor hatte er am 2. Mai 1852 das neue Staatsgrundgesetz verabschiedet. Gewählt wurden 18 Abgeordnete.
| Name                          | Ort               | Beruf                     |
| ----------------------------- | ----------------- | ------------------------- |
| Leopold Oberländer            | Coburg            | Bürgermeister             |
| Philipp Braun                 | Coburg            | Kammerprokurator          |
| Emil Deyßing                  | Coburg            | Justizamtsaktuar          |
| Moriz Briegleb                | Coburg            | Hofrat                    |
| Johann Georg Stahn            | Scherneck         | Schultheiß                |
| Carl Neubert                  | Coburg            | Kaufmann                  |
| Johann Georg Heß              | Neuses bei Coburg | Schultheiß                |
| Johann Stegner                | Frohnlach         | Schultheiß                |
| Paul Brehm                    | Ebersdorf         | Lebküchner                |
| Nicolaus Fischer der Mittlere | Hofstätten        |                           |
| Theodor von Wasmer            | Hassenberger      | Forstmeister              |
| Peter Mechtold                | Mönchröden        | Müllermeister             |
| August Rau                    | Neustadt          | Senator und Bäckermeister |
| Johann Georg Höhn             | Fornbach          | Schultheiß und Hofbauer   |
| Johann Nicolaus Höhn          | Meeder            | Ökonom                    |
| Glaser                        | Rodach            | Stadtsyndikus             |
| Haubold von Speßhardt         | Meiningen         | Oberst                    |
| Eduard Müller                 | Königsberg        | Bürgermeister             |